# 江口襄

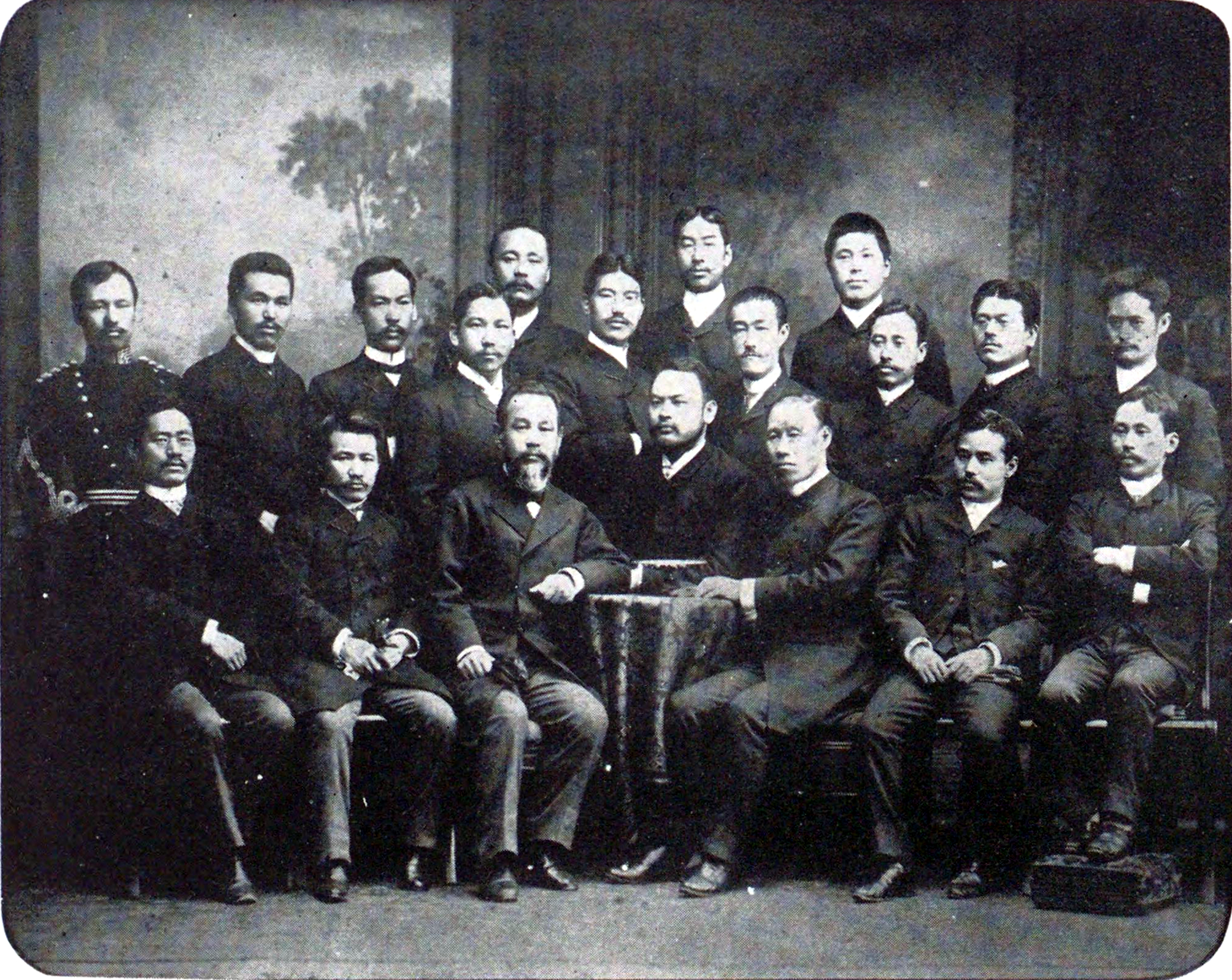
1888年、プロイセン王国ベルリン市にて日本人留学生と。中列右端が江口。前列左より河本重次郎、山根正次、田口和美、片山國嘉、石黑忠悳、隈川宗雄、尾澤主一。中列左から森林太郎、武島務、中濱東一郎、佐方潜蔵（のち侍医）、島田武次（のち宮城病院産科長）、谷口謙、瀬川昌耆、北里柴三郎。後列左から濱田玄達、加藤照麿、北川乙治郎

江口 襄（えぐち のぼる、1854年3月8日（嘉永7年2月10日） - 1924年（大正13年）7月31日）は、栃木県烏山町出身の医師、陸軍二等軍医正。作家江口渙の父。

## 来歴
1881年（明治14年）、東京医学校卒。同期に森鷗外、小池正直らがいた。軍医となり、日本で最初に肺外科手術に成功した。小倉師団では森鷗外の前任軍医部長を務めた。鷗外の『雁』のモデルの一人と言われている。
1885年（明治18年）東京府が「郡区医職務章程」を制定した際、郡医志願者の試験委員を務め、死体検案試験を担当した。
1892年（明治25年）相馬事件の解剖主任を務める。相馬誠胤（陸奥中村藩6万石第13代藩主）の死因に疑義がもたれたため青山墓地に葬られた遺骸を掘り起こし、胃部、心臓部などの局部を解剖した。
1897年（明治30年）大阪城南病院院長就任。
1904年（明治37年）日本赤十字社三重支部山田病院（山田赤十字病院、三重県度会郡四郷村）初代院長。
1912年（明治45年）退職し、故郷の烏山町に住む。

## 人物
東大医学部で森鷗外や、詩人野川隆の父の野川二郎と同期であった。また、北里柴三郎らとも親交があった。鴎外は『独逸日記』の中で、江口のことを「江口は輕躁浮薄、歐洲文藝の林に入れども。毫も華を採り實を拾ふに意なく、利辯巧に官人に媚び、病家を得るを以て榮と爲す」、「江口の毫も學問の精神なく、言論陋甚しき」、「（海江田は）大に江口の侫を嫌ふ」、「（早川曰く）江口と云ふもの、その云爲頗る怪むべし云々」などと記している。

## 栄典
- 1896年（明治29年）3月24日 - 正六位[12]
- 1897年（明治30年）11月30日 - 従五位[13]